# Aufzug Pfaffenthal-Oberstadt

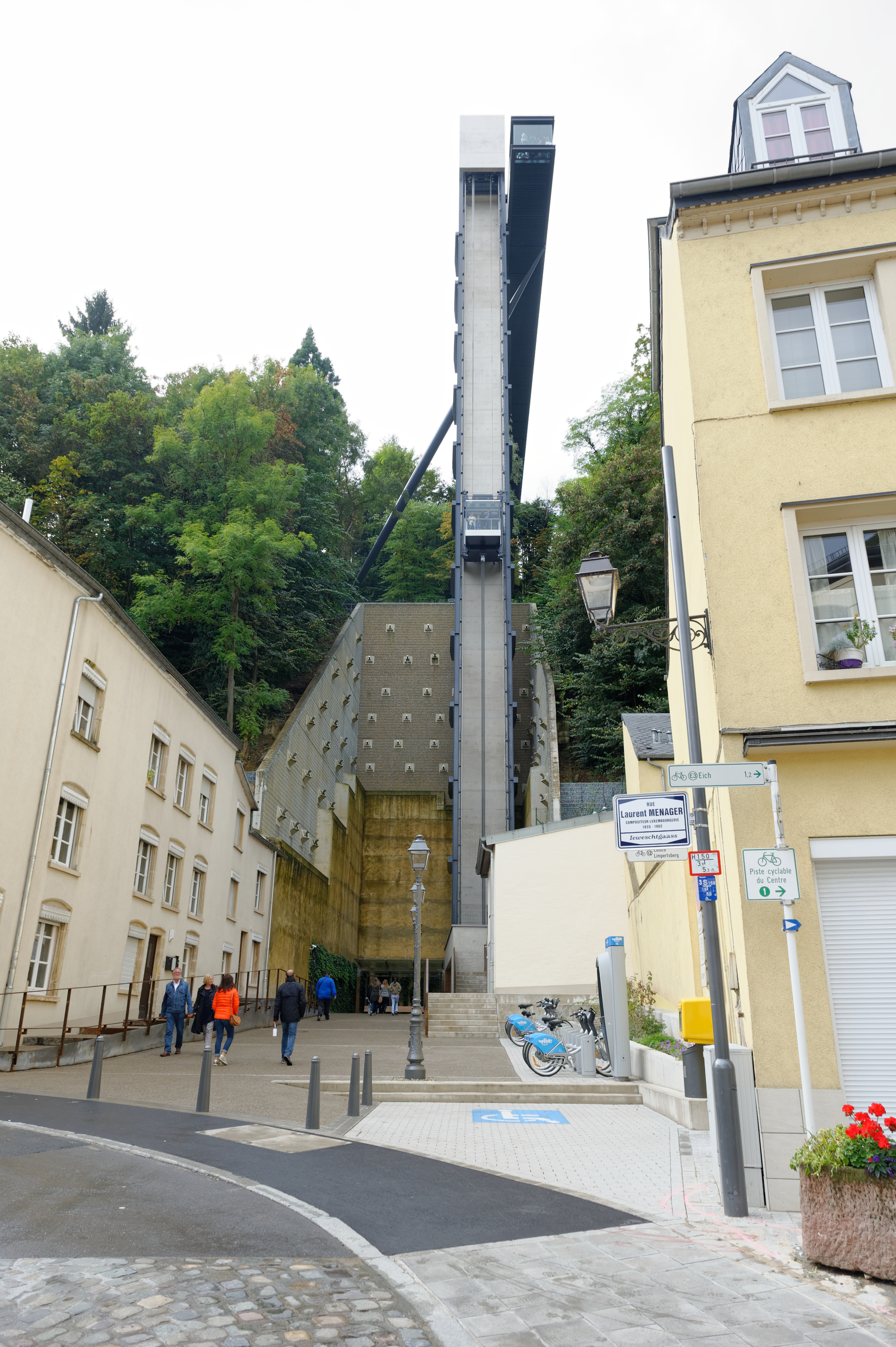
Der Aufzug an der Grundstation

Der Aufzug Pfaffenthal-Oberstadt ist eine gläserne Aufzugsanlage in Luxemburg, die den Parc Pescatore in der Oberstadt mit dem Stadtteil Pfaffenthal im Alzettetal und fußläufig auch mit dem dort gelegenen Bahnhof Pfaffenthal-Kirchberg verbindet.
Nach 6 Jahren Bauzeit wurde der Aufzug am 20. Juli 2016 eröffnet. Die Bergstation ist das Ende der Pfaffenthal-Brücke. Die Kosten für den Bau der Aufzugsanlage lagen bei 10,5 Millionen Euro.
Der Aufzug ist für bis zu 12 Fußgänger oder bis zu 6 Radfahrer ausgelegt, laut Angaben beträgt die Tragkraft 5 Tonnen bzw. 66 Personen. Die Aufzugskabine misst 2,70 Meter × 3,70 Meter und wurde am 3. März 2016 angeliefert. Sie verfügt über einen Monitor, der die Höhe und Aufzugsgeschwindigkeit anzeigt. Die rund 60 Meter Höhenunterschied werden in weniger als 30 Sekunden bewältigt. Zwischen 22. Juli 2016 und 3. Juli 2017 wurden 450.000 Fahrten des Aufzugs registriert.
Die Höhe des Turms beträgt 71 Meter, die Verbindungsbrücke hat eine Länge von 76 Metern.
Von der Bergstation aus bietet sich ein Panorama über Kirchberg und Pfaffenthal. Ein Blick abwärts wird durch eine betretbare Glasplatte ermöglicht.

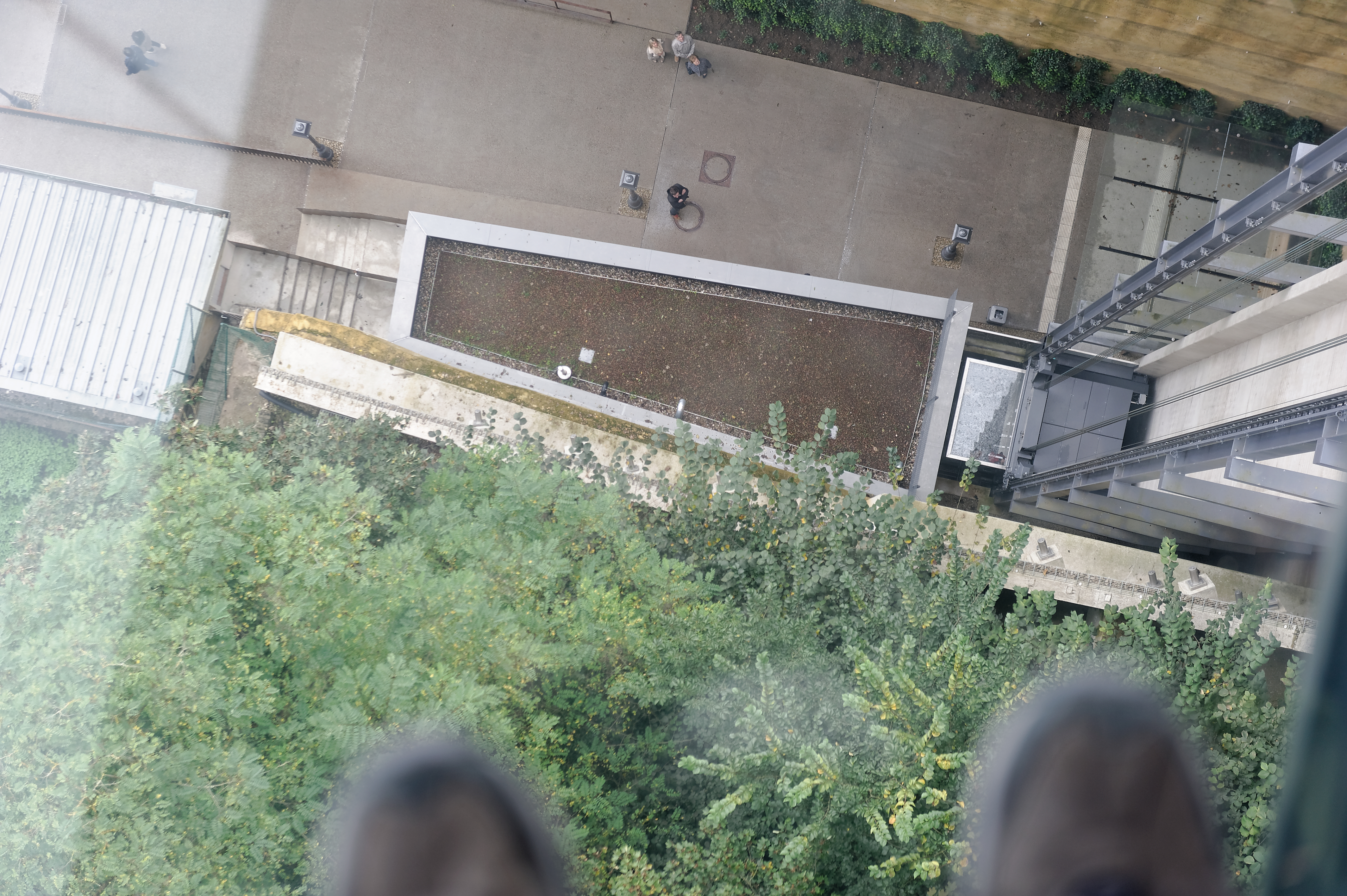
Sicht aus dem Fahrstuhl abwärts an der Bergstation
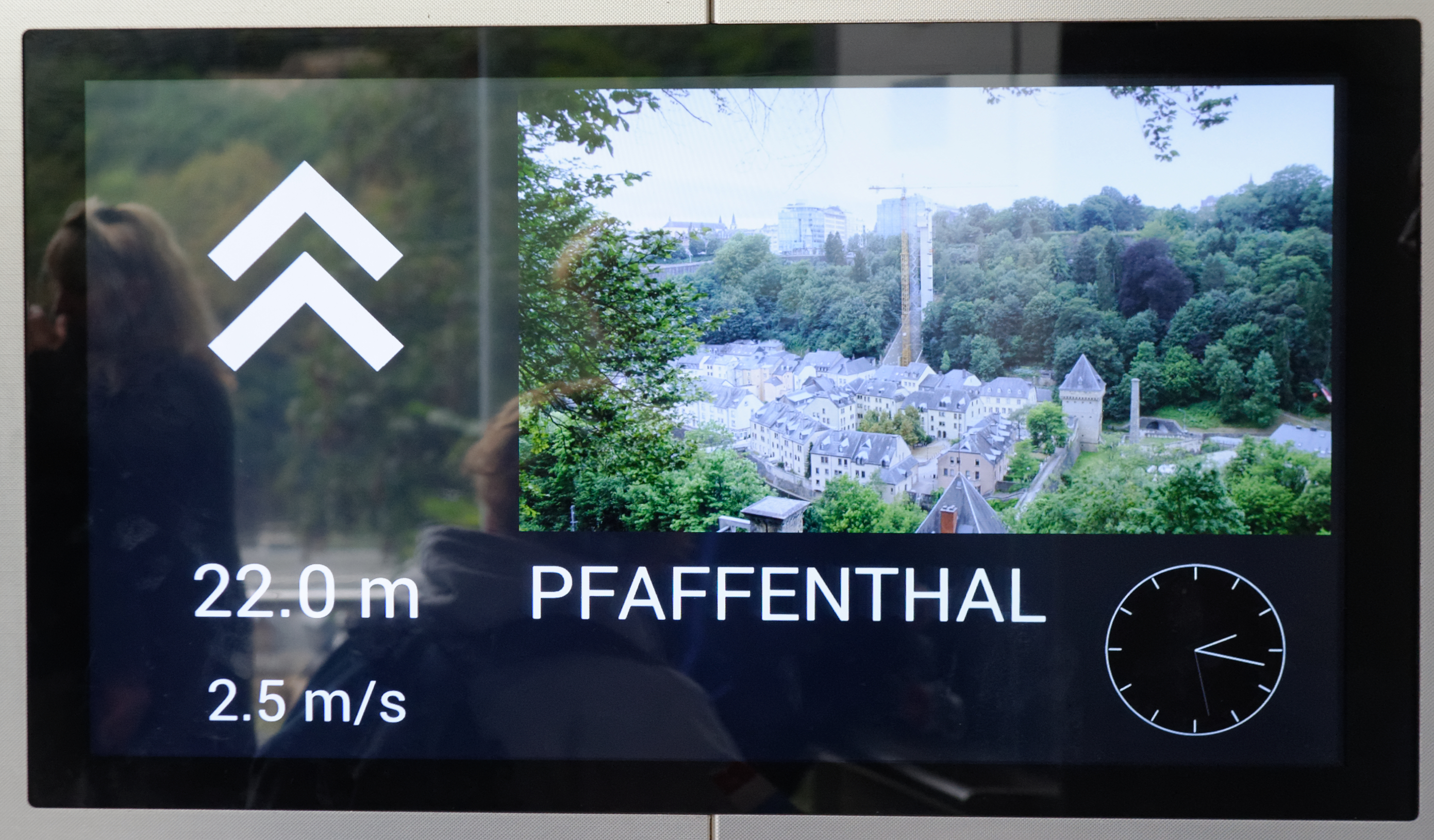
Monitor im Aufzug
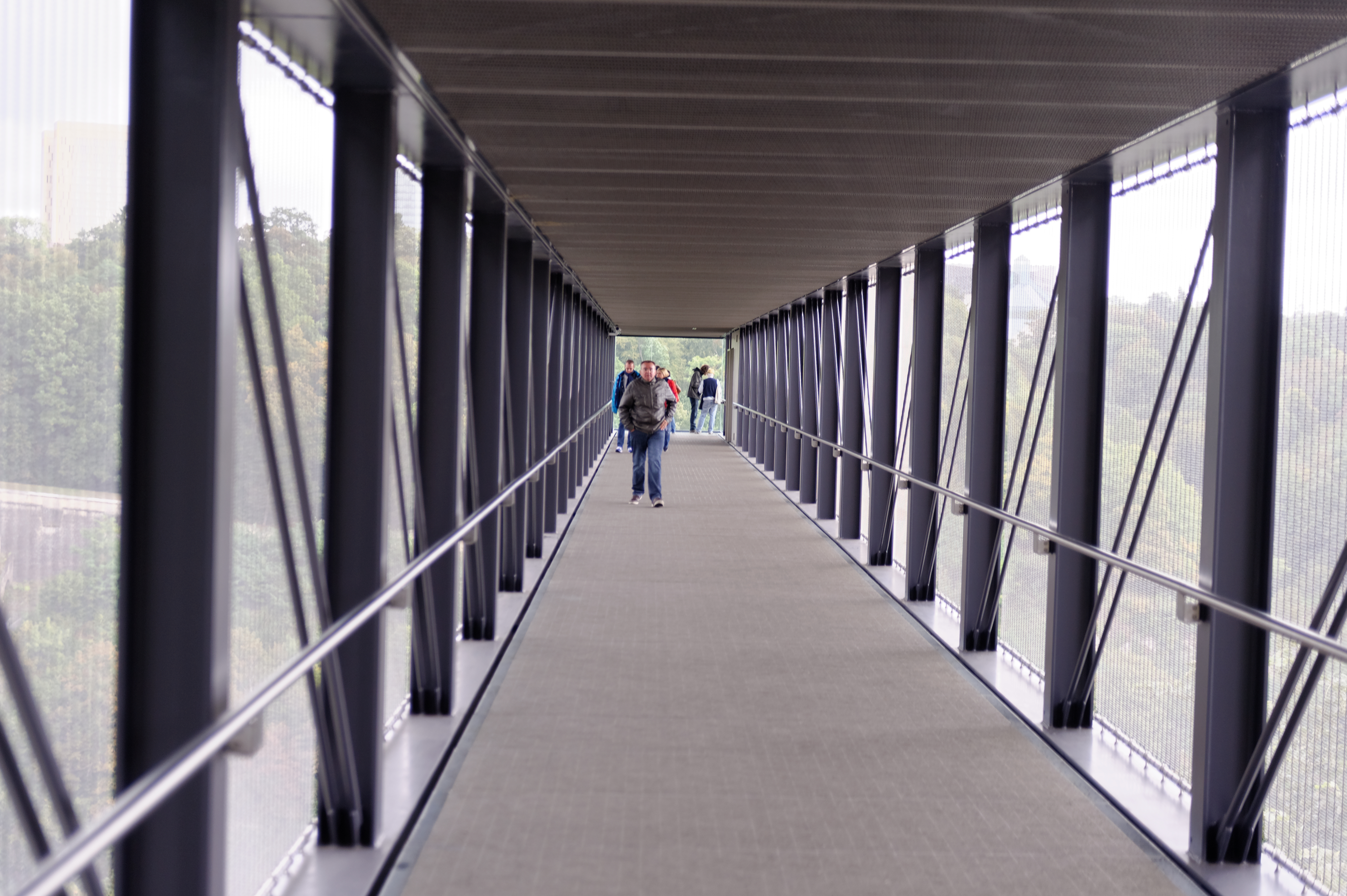
Die Pfaffenthal-Brücke als Verbindung zum Aufzug